# Stanisław (1914)
Stanisław – pasażersko-towarowy statek wiślany, zbudowany w 1914 roku na potrzeby własne firmy Stanisława i Jerzego Górnickich w ich stoczni w Płocku. 
Na początku I wojny światowej przejęty i wykorzystywany przez Rosjan, zatopiony w Modlinie jeszcze w listopadzie 1914. Wydobyty w 1919 roku został zwrócony pierwotnym właścicielom i służył zgodnie z początkowym przeznaczeniem. 
Zatopiony w sierpniu 1944 roku w wyniku ostrzału niemieckiego w trakcie powstania warszawskiego. Wydobyty w lipcu 1945 roku, przejęty pod przymusowy zarząd państwa i wyremontowany. W 1948 roku zmieniono jego nazwę na Generał Świerczewski, pod którą służył do wycofania z eksploatacji w 1974 roku, m.in. na trasie Warszawa - Gdańsk. W 1975 odholowany do Jadwisina, gdzie spełniał funkcję siedziby klubu jachtowego aż do częściowego zatopienia w roku 1984. 
W latach dziewięćdziesiątych XX wieku planowano odbudowę jednostki, w 1992 przywrócono mu nazwę Stanisław. Jednak wrak nie został wydobyty.